# Magnus Georg von Paucker
Magnus Georg von Paucker ( ruso : Магнус-Георг Андреевич Паукер , romanizado :  Magnus-Georg Andreevič Pauker) 26 de noviembre de 1787 - 31 de agosto de 1855) fue un astrónomo y matemático alemán del Báltico y el primer premiado con el premio Demidov  en 1832 por su obra Handbuch der Metrologie Rußlands und seiner deutschen Provinzen .

## Biografía
Paucker nació en el pequeño pueblo estonio de Sankt Simonis (actualmente Simuna). En 1805, comenzó sus estudios de astronomía y física en la Universidad de Dorpat, donde entre sus profesores se encontraban Georg Friedrich Parrot y Johann Wilhelm Andreas Pfaff. Entre 1808 y 1809, Paucker participó en la prospección del río Emajõgi, que fue la primera expedición geodésica en el territorio de Estonia. En 1809 contribuyó a la construcción de la primera línea de telégrafo óptico en Rusia desde San Petersburgo a Tsarskoye Selo.
En 1811, fue nombrado profesor en la Universidad de Dorpat, sucediendo a Ernst Friedrich Knorre. En 1813 obtuvo su doctorado con una tesis en física de sólidos titulada De nova explicatione phaenomeni elasticitatis corporum rigidorum .
Paucker dejó Dorpat (ahora Simuna ) en 1813 y permaneció el resto de su vida en Mitau (ahora Jelgava ), donde fue profesor de matemáticas en el Gimnasio Mitau y organizador de la primera sociedad científica de Letonia , la Sociedad Curlandesa de Literatura y Arte.